# Emirates Hotel Tower
L'Emirates Hotel Tower, nota anche come Emirates Tower Two,  è un grattacielo di Dubai, negli Emirati Arabi Uniti. 
È un hotel a 5 stelle e comprende 40 suite di lusso. Viene gestito dalla Jumeirah International Group. È stato progettato dall'architetto Hazel Wong e completato nel 2000. Si trova a fianco del Emirates Office Tower con cui forma il complesso chiamato Emirates Towers.